# Michaelus vibidia
Michaelus vibidia är en fjärilsart som beskrevs av William Chapman Hewitson 1869. Michaelus vibidia ingår i släktet Michaelus och familjen juvelvingar. Inga underarter finns listade i Catalogue of Life.